# David DeFeis
David DeFeis, född 4 januari 1961, är sångare och låtskrivare i det amerikanska power metal-bandet Virgin Steele. Han producerar dessutom bandets album i sitt musikstudio kallad "The Hammer of Zeus" och ibland "The Wrecking Ball Of Thor".

## Biografi
David DeFeis kommer från en teaterfamilj. Hans far var skådespelare som drev teaterföretaget  "The Arena Players Theatre", medan hans syster Doreen var en begåvad operasångare. David var tidigt en stor fan av europeisk klassisk musik. 9-10 år gammal, introducerades han för rockmusik genom att höra bandet Stalk, med sin bror Damon (orgel och piano) och hans syster Danae (sång), öva i källaren. 
Han började ta pianolektioner i åtta års ålder och när han var elva började han sin karriär i Long Islands lokala heavy metal band Phoenix. 16 år gammal träffade han för första gången sin framtida partner Edward Pursino. I början av 1980-talet startade han bandet Virgin Steele, tillsammans med Jack Starr och Joey Ayvazian.
1985 ersatte gitarristen Edward Pursino Jack Starr i Virgin Metal. Under åren i Virgin Steele släppte DeFeis och Pursino massor av tungmetallklassiker som albumen Noble Savage, The Marriage of Heaven and Hell Part I, The Marriage of Heaven and Hell Part II och Invictus.